# ريتشارد لي بايرز
ريتشارد لي بايرز (بالإنجليزية: Richard Lee Byers)‏ (21 سبتمبر 1950، كولومبوس في الولايات المتحدة)؛ كاتب وروائي أمريكي.